# エリック・バレント
エリック・クリスチャン・バレント（Eric Christian Valent, 1977年4月4日 - ）は、アメリカ合衆国出身の元プロ野球選手（外野手）。

## 来歴
カリフォルニア州アナハイムのキャニオン高校時代はオールアメリカンに選ばれた。1995年のドラフトでデトロイト・タイガースに26巡目（全体714位）で指名されたが、契約せずにUCLAに進学した。
UCLAではトロイ・グロース、エリック・バーンズ、チェイス・アトリー、ギャレット・アトキンスらとチームメートとなり、1997年のカレッジワールドシリーズでは優勝を果たした。3年間しか大学でプレーしなかったが、パシフィック・テン・カンファレンス記録となる69本塁打をはじめ、219打点をあげた。1998年にはカンファレンスのプレイヤー・オブ・ザ・イヤーに選ばれ、同年6月2日に行われたサプルメンタルドラフトの1巡目（全体42位）でフィラデルフィア・フィリーズに指名された。
MLBでは代打やユーティリティプレイヤーとして起用され、ファーストの他にレフト、ライトとしてもプレーした。2003年8月31日にシンシナティ・レッズのベテラン捕手のケリー・スティネットとのトレードでシンシナティ・レッズに移籍した。その後12月15日に行われたルール・ファイブ・ドラフトでニューヨーク・メッツに移り、2004年7月29日のモントリオール・エクスポズ戦ではメッツの選手として8人目となるサイクルヒットを記録した。また8月後半には3本の代打本塁打を打った。
2006年1月12日、フリーエージェントとなっていた彼はサンディエゴ・パドレスと契約して傘下のAAAポートランド・ビーバーズで30試合プレーした後、5月14日契約を打ち切られた。4年間のMLBでの成績は205試合に出場、打率.234、13本塁打、36打点であった。
その後5月25日、東北楽天ゴールデンイーグルスと1年5000万円で契約し来日した。楽天では二軍落ちを経験するなど不振が続いた。8月29日の日本ハム戦で、延長12回表に勝ち越し2ランを放ってチームの勝利に貢献したが、結局日本で放ったホームランはこの1本だけであった。シーズンを通しての活躍はできず、9月20日付で同球団から自由契約となりウェイバー公示された。
2008年12月、フィラデルフィア・フィリーズ傘下のマイナーリーグ、A級チームのコーチに名前があがったが、2009年1月より同球団のスカウトとなった。2018年からはマイアミ・マーリンズのスカウトを務める。

## 詳細情報

### 年度別打撃成績
| 年 度    | 球 団    | 試 合 | 打 席 | 打 数 | 得 点 | 安 打 | 二 塁 打 | 三 塁 打 | 本 塁 打 | 塁 打 | 打 点 | 盗 塁 | 盗 塁 死 | 犠 打 | 犠 飛 | 四 球 | 敬 遠 | 死 球 | 三 振 | 併 殺 打 | 打 率 | 出 塁 率 | 長 打 率 | O P S |
| -------- | -------- | ----- | ----- | ----- | ----- | ----- | -------- | -------- | -------- | ----- | ----- | ----- | -------- | ----- | ----- | ----- | ----- | ----- | ----- | -------- | ----- | -------- | -------- | ----- |
| 2001     | PHI      | 22    | 46    | 41    | 3     | 4     | 2        | 0        | 0        | 6     | 1     | 0     | 0        | 0     | 0     | 4     | 0     | 1     | 11    | 0        | .098  | .196     | .146     | .342  |
| 2002     | PHI      | 7     | 10    | 10    | 1     | 2     | 0        | 0        | 0        | 2     | 0     | 0     | 0        | 0     | 0     | 0     | 0     | 0     | 3     | 1        | .200  | .200     | .200     | .400  |
| 2003     | CIN      | 18    | 44    | 42    | 3     | 9     | 0        | 0        | 0        | 9     | 1     | 0     | 0        | 0     | 0     | 2     | 0     | 0     | 9     | 0        | .214  | .250     | .214     | .464  |
| 2004     | NYM      | 130   | 300   | 270   | 39    | 72    | 15       | 2        | 13       | 130   | 34    | 0     | 1        | 0     | 1     | 28    | 4     | 1     | 61    | 10       | .267  | .337     | .481     | .818  |
| 2005     | NYM      | 28    | 50    | 43    | 4     | 8     | 3        | 0        | 0        | 11    | 1     | 0     | 0        | 0     | 0     | 7     | 3     | 0     | 17    | 0        | .186  | .300     | .256     | .556  |
| 2006     | 楽天     | 24    | 82    | 74    | 8     | 14    | 2        | 0        | 1        | 19    | 5     | 1     | 0        | 1     | 0     | 5     | 0     | 2     | 22    | 2        | .189  | .259     | .257     | .516  |
| MLB：5年 | MLB：5年 | 205   | 450   | 406   | 50    | 95    | 20       | 2        | 13       | 158   | 37    | 0     | 1        | 0     | 1     | 41    | 7     | 2     | 101   | 11       | .234  | .307     | .389     | .696  |
| NPB：1年 | NPB：1年 | 24    | 82    | 74    | 8     | 14    | 2        | 0        | 1        | 19    | 5     | 1     | 0        | 1     | 0     | 5     | 0     | 2     | 22    | 2        | .189  | .259     | .257     | .516  |

### 記録
NPB
- 初本塁打：2006年8月29日、対北海道日本ハムファイターズ16回戦（札幌ドーム）、延長12回表に建山義紀から右越決勝2ラン

### 背番号
- 15 （2001年）
- 12 （2002年）
- 68 （2003年）
- 57 （2004年 - 2005年）
- 5 （2006年）